# Kanton Perthes
Kanton Perthes is een voormalig kanton van het Franse departement Seine-et-Marne. Het kanton maakte deel uit van het arrondissement Melun. 
 Het werd opgeheven bij decreet van 18 februari 2014 met uitwerking in maart 2015.

## Gemeenten
Het kanton Perthes omvatte de volgende gemeenten:
- Arbonne-la-Forêt
- Barbizon
- Boissise-le-Roi
- Cély
- Chailly-en-Bière
- Dammarie-les-Lys
- Fleury-en-Bière
- Perthes (hoofdplaats)
- Pringy
- Saint-Fargeau-Ponthierry
- Saint-Germain-sur-École
- Saint-Martin-en-Bière
- Saint-Sauveur-sur-École
- Villiers-en-Bière